# McLaren MP4/1
O MP4/1, MP4/1B e MP4/1C é o modelo da McLaren das temporadas de 1981, 1982 e 1983 da Fórmula 1. Condutores: John Watson, Andrea de Cesaris e Niki Lauda.
Foi o primeiro carro da história da categoria com chassis totalmente fabricado em fibra de carbono. Uma evolução gigantesca na construção dos carros de corrida.

## Resultados[2][3][4]
(legenda) (em itálico indica volta mais rápida)
| Ano  | Chassi | Motor                | Pneus | N° | Pilotos           | 1   | 2   | 3   | 4     | 5   | 6   | 7   | 8   | 9   | 10  | 11  | 12  | 13  | 14  | 15  | 16  | Pontos   | Posição |  |
| ---- | ------ | -------------------- | ----- | -- | ----------------- | --- | --- | --- | ----- | --- | --- | --- | --- | --- | --- | --- | --- | --- | --- | --- | --- | -------- | ------- |  |
|      |        |                      |       |    |                   |     |     |     |       |     |     |     |     |     |     |     |     |     |     |     |     |          |         |  |
|      |        |                      |       |    |                   | USW | BRA | ARG | SMR   | BEL | MON | ESP | FRA | GBR | GER | AUT | NED | ITA | CAN | LVS |     |          |         |  |
| 1981 | MP4/1  | Ford Cosworth DFV V8 | M     | 7  | John Watson       |     |     | Ret | 10    | 7   | Ret | 3   | 2   | 1   | 6   | 6   | Ret | Ret | 2   | 7   |     | 271 (28) | 6°      |  |
| 1981 | MP4/1  | Ford Cosworth DFV V8 | M     | 8  | Andrea de Cesaris |     |     |     |       |     | Ret | Ret | 11  | Ret | Ret | 8   | DNS | 7   | Ret | 12  |     | 271 (28) | 6°      |  |
|      |        |                      |       |    |                   |     |     |     |       |     |     |     |     |     |     |     |     |     |     |     |     |          |         |  |
|      |        |                      |       |    |                   | RSA | BRA | USW | SMR   | BEL | MON | USE | CAN | NED | GBR | FRA | GER | AUT | SUI | ITA | LVS |          |         |  |
| 1982 | MP4/1B | Ford Cosworth DFV V8 | M     | 7  | John Watson       | 6   | 2   | 6   | [ 5 ] | 1   | Ret | 1   | 3   | 9   | Ret | Ret | Ret | 9   | 13  | 4   | 2   | 69       | 2°      |  |
| 1982 | MP4/1B | Ford Cosworth DFV V8 | M     | 8  | Niki Lauda        |     | Ret | 1   | [ 5 ] | DSQ | Ret | Ret | Ret | 4   | 1   | 8   | DNS | 5   | 3   | Ret | Ret | 69       | 2°      |  |
| 1982 | MP4/1  | Ford Cosworth DFV V8 | M     | 8  | Niki Lauda        | 4   |     |     | [ 5 ] |     |     |     |     |     |     |     |     |     |     |     |     | 69       | 2°      |  |
|      |        |                      |       |    |                   |     |     |     |       |     |     |     |     |     |     |     |     |     |     |     |     |          |         |  |
|      |        |                      |       |    |                   | BRA | USW | FRA | SMR   | MON | BEL | USE | CAN | GBR | ALE | AUT | NED | ITA | EUR | RSA |     |          |         |  |
| 1983 | MP4/1C | Ford Cosworth DFV V8 | M     | 7  | John Watson       | Ret | 1   | Ret | 5     | NQ  | Ret | 3   | 6   | 9   | 5   | 9   | 3   |     |     |     |     | 34       | 5°      |  |
| 1983 | MP4/1C | Ford Cosworth DFV V8 | M     | 8  | Niki Lauda        | 3   | 2   | Ret | Ret   | NQ  | Ret | Ret | Ret | 6   | DSQ | 6   |     |     |     |     |     | 34       | 5°      |  |

↑1  Watson e De Cesaris utilizaram o M29F no GP do Oeste dos Estados Unidos e Brasil e nos GPs: Argentina, San Marino e Bélgica (apenas De Cesaris) marcando 1 ponto (28 no total) e terminando em 6º lugar. 